# Russell Ingall
Russell Ingall (ur. 24 lutego 1964 w Wielkiej Brytanii) – australijski kierowca wyścigowy startujący w wyścigach V8 Supercars. Mistrz tej serii w roku 2005 oraz dwukrotny zwycięzca prestiżowego wyścigu Bathurst 1000 rozgrywanego w ramach tej serii.

## Kariera
Ingall rozpoczął ściganie od kartingu w wieku 12 lat. Odnosił w nim sporo sukcesów na arenie krajowej, a później kontynuował starty w Europie. Kolejnym krokiem w karierze była Formuła Ford. W 1990 został mistrzem Australii w tej serii, a następnie ponownie wyjechał do Europy kontynuować starty w jej brytyjskim odpowiedniku zdobywając tam tytuł wicemistrzowski. W 1992 startował w niemieckiej Formule 3, a rok później ponownie wystartował w brytyjskiej Formule Ford, tym razem zostając jej mistrzem. Po sezonie 1993 powrócił do Australii nie mając funduszy na dalsze kontynuowanie europejskiej kariery.
W pierwszej części sezonu 1994 startował w japońskiej Formule 3, a w dalszej jego części wystartował w dwóch niepunktowanych, ale bardzo prestiżowych, długodystansowych wyścigach V8 Supercars (wtedy jeszcze pod nazwą Australian Touring Car Championship) w zespole Wayne'a Gardnera.
W 1995 roku wystartował w brytyjskiej Formule Renault zajmując w niej trzecie miejsce, a na zakończenie sezonu ponownie pojawił się w Australii na długodystansowych wyścigach V8 Supercars i odniósł zwycięstwo w wyścigu Bathurst 1000 w parze z Larrym Perkinsem. Od następnego sezonu startował już w pełnym cyklu V8 Supercars i odniósł pierwsze zwycięstwo podczas rundy na torze Calder Park, a w 1997 zajął 3. miejsce w klasyfikacji i po raz drugi wygrał wyścig Bathurst 1000 (ponownie w parze z Perkinsem).
Przez kolejne pięć lat kontynuował starty Holdenem Commodore w zespole Perkins Engineering trzykrotnie zdobywając tytuł wicemistrzowski (w 1998, 1999 i 2001).
W 2003 przeniósł się do obozu Forda - zespołu Stone Brothers Racing i rok później po raz czwarty zdobył tytuł wicemistrzowski. W 2005 roku w końcu udało mu się zdobyć tytuł mistrza serii V8 Supercars. Kolejne dwa lata były słabsze w jego wykonaniu i z końcem sezonu 2007 ogłosił, że powraca do Holdena i będzie ścigał się w zespole Paul Morris Motorsport.
W nowym zespole, określanym także jako Supercheap Auto Racing ze względu na głównego sponsora nie odnosił już zwycięstw, ale nadal był liczącym się kierowcą w stawce. W sezonach 2008 i 2009 zajmował dziewiąte miejsca w klasyfikacji generalnej. Po słabym sezonie 2011, przeniósł się wraz z głównym sponsorem do zespołu Walkinshaw Racing. Spędził w nim dwa lata osiągając miejsca w połowie stawki. W trakcie sezonu 2013 zapowiadał, że będzie to jego ostatni z regularnymi startami. Jednak otrzymał ofertę z zespołu Lucas Dumbrell Motorsport i wystartował w ich barwach w 2014.
W 2015 zajął się komentowaniem wyścigów V8 Supercars. Wystartował jednak w wyścigach długodystansowych w dalszej części sezonu zastępując najpierw kontuzjowanego Jamesa Courtneya (wyścigi Sandown i Bathurst), a następnie Chaza Mosterta (w Surfers Paradise).

## Starty w karierze
| Sezon | Seria                                   | Zespół                    | Starty | PP | Zwyc. | Punkty | Pozycja |
| ----- | --------------------------------------- | ------------------------- | ------ | -- | ----- | ------ | ------- |
| 1988  | Australian Formula Ford Championship    |                           |        |    |       |        | 8.      |
| 1989  | Australian Formula Ford Championship    |                           |        |    |       |        | 2.      |
| 1990  | Australian Formula Ford Championship    |                           |        |    |       |        | 1.      |
| 1991  | British Formula Ford Championship       |                           |        |    | 4     | 239    | 2.      |
| 1992  | Niemiecka Formuła 3                     | Opel Team Schübel         | 24     | 0  | 0     | 95     | 9.      |
| 1993  | British Formula Ford Championship       | Van Diemen                |        |    | 13    | 260    | 1.      |
| 1994  | Japońska Formuła 3                      | Navi Connection Racing    | 6      | 0  | 0     | 5      | 11.     |
| 1995  | Brytyjska Formuła Renault               |                           |        |    |       | 133    | 3.      |
| 1996  | Australian Touring Car Championship     | Perkins Engineering       | 20     |    |       | 183    | 6.      |
| 1996  | Australian Super Touring Championship   | Phoenix Motorsport        | 4      | 0  | 0     | 18     | 12.     |
| 1997  | Australian Touring Car Championship     | Perkins Engineering       | 30     | 0  | 4     | 572    | 3.      |
| 1998  | Australian Touring Car Championship     | Perkins Engineering       | 29     | 0  | 7     | 942    | 2.      |
| 1999  | V8 Supercar Championship Series         | Perkins Engineering       | 34     |    |       | 1804   | 2.      |
| 2000  | V8 Supercar Championship Series         | Perkins Engineering       |        |    |       | 953    | 9.      |
| 2001  | V8 Supercar Championship Series         | Perkins Engineering       | 30     | 1  | 2     | 2875   | 2.      |
| 2002  | V8 Supercar Championship Series         | Perkins Engineering       | 29     | 0  | 1     | 973    | 9.      |
| 2003  | V8 Supercar Championship Series         | Stone Brothers Racing     | 22     | 0  | 3     | 1701   | 7.      |
| 2004  | V8 Supercar Championship Series         | Stone Brothers Racing     | 26     | 0  | 1     | 1936   | 2.      |
| 2005  | V8 Supercar Championship Series         | Stone Brothers Racing     | 30     | 0  | 2     | 1922   | 1.      |
| 2006  | V8 Supercar Championship Series         | Stone Brothers Racing     | 34     | 0  | 0     | 2708   | 8.      |
| 2007  | V8 Supercar Championship Series         | Stone Brothers Racing     | 37     | 0  | 0     | 311    | 11.     |
| 2008  | V8 Supercar Championship Series         | Paul Morris Motorsport    | 38     | 0  | 0     | 2236   | 9.      |
| 2009  | V8 Supercar Championship Series         | Paul Morris Motorsport    | 29     | 0  | 0     | 2048   | 9.      |
| 2010  | V8 Supercar Championship Series         | Paul Morris Motorsport    | 27     | 0  | 0     | 1967   | 12.     |
| 2011  | International V8 Supercars Championship | Paul Morris Motorsport    | 29     | 0  | 0     | 1514   | 20.     |
| 2012  | International V8 Supercars Championship | Walkinshaw Racing         | 30     | 0  | 0     | 1935   | 13.     |
| 2013  | International V8 Supercars Championship | Walkinshaw Racing         | 35     | 0  | 0     | 1556   | 15.     |
| 2014  | International V8 Supercars Championship | Lucas Dumbrell Motorsport | 38     | 0  | 0     | 1510   | 18.     |
| 2015  | International V8 Supercars Championship | Holden Racing Team        | 2      | 0  | 0     | 414    | 40.     |
| 2015  | International V8 Supercars Championship | Prodrive Racing Australia | 2      | 0  | 0     | 414    | 40.     |